# 金門縣清華金門社區大學
金門縣清華金門社區大學，簡稱清華金門社大，是一所座落於金門縣金城鎮的社區大學，設立於2003年9月，原稱金門縣社區大學，2024年金門縣政府將承辦單位從國立空中大學金門中心轉移至國立清華大學，同時改名金門縣清華金門社區大學。
校本部設於行政院金馬聯合服務中心，辦學主軸為地方公民參與、知識解放、終身學習、地方創生與在地化等，服務範圍包含金門縣全境。

## 沿革
金門縣於1992年年底解除戒嚴狀態，開始實行一般地方自治，地方教育建設資源落後於台灣本島地區，當時在地高等教育資源僅有1989年成立的國立空中大學金門學習指導中心，為補足教育資源城鄉落差開始陸續成立教育機構，包含1997年成立的國立高雄科學技術學院附設金門分部，後續為提供在地民眾終身教育資源，金門縣社區大學於2003年9月6日正式掛牌成立，由金門縣政府委託國立空中大學辦理經營，坐落於金門縣金城鎮西海路3段81巷2號，與空大金門中心共用校地，並於同年9月26日開學，也是離島地區第一所社區大學，首任校長為國立空中大學商學系李沛慶教授。
2024年承辦單位改為國立清華大學金門教育中心，校名同時變更為金門縣清華金門社區大學，並遷移至行政院金馬聯合服務中心辦學。

## 歷任校長
金門縣社區大學
- 李沛慶：2003年-2024年

金門縣清華金門社區大學
- 李金振：2024年-現

## 外部連結
- （中文）教育部全國社區大學教育資訊網-金門縣清華金門社區大學資訊
- （中文）金門縣清華金門社區大學
- （中文）清華金門社區大學Facebook專頁